# Маринай, Джек
Джек Маринай (алб. Gjekë Marinaj; род. 26 мая 1965, Малесия-э-Мади, Албания) — албанско-американский поэт, писатель, литературный критик, издатель, доктор философии и переводчик, который также является основателем формы художественной критики, известной как теория протонизма. Эта теория основана на пяти принципах. Маринай был первым президентом Общества албанско-американских писателей, основанного в 2001 году. Опубликован ряд книг его поэзии, прозы и литературной критики. В 2008 году Маринай был удостоен премии «Пьетера Арбнори» в области литературы Министерством туризма, культуры, молодежи и спорта Албании. В 2021 году он был удостоен южнокорейской Международной литературной премии Changwon KC. Его писательская и миротворческая деятельность отмечена признанием и множеством других наград в Албании и других странах Европы, а также в США и Азии.

## Ранняя жизнь и карьера
Маринай родился в 1965 году в районе Малеси-э-Мадхе на севере Албании. Он начал свою писательскую карьеру в качестве так называемого «корреспондента с ограниченным доступом», публикуясь в ряде албанских СМИ, сначала в местных газетах в Шкодере, а затем в ряде албанских национальных изданий, включая «Zëri i Rinisë» («Голос молодежи»), «Luftëtari» («Боец»), «Vullnetari» («Доброволец») и «Drita» («Свет»). В августе 1990 года Маринай опубликовал антикоммунистическое сатирическое стихотворение под названием «Лошади» (албанский оригинал: Kuajt). Зная о своем неизбежном аресте коммунистическим режимом, 12 сентября 1990 года Маринай сбежал от властей, нелегально перейдя албанско-югославскую границу. После бегства в Югославию он получил политическое убежище в США. Он прибыл в Сан-Диего в июле 1991 года, затем отправился в Ричардсон, штат Техас. В 2001 году Маринай основал Албанско-американскую ассоциацию писателей, президентом которой он служил до 2009 года. В 2019 году Албания присвоила Маринаю наивысшее государственное культурное звание «посла нации». Он является директором издательства мировой литературы Mundus Artium Press.

## Интервью
Продолжая свою новую жизнь в Америке, Маринай по-прежнему работал внештатным журналистом в албанских СМИ. Его внештатная работа включала интервью с президентом США Джорджем Гербертом Уокером Бушем, с тогдашним президентом государства Израиля Шимоном Пересом и с всемирно известным футболистом Пеле. Сборник Мариная Ana tjetër e pasqyrës («Другая сторона зеркала») содержит многие из этих интервью.

## Стихотворение «Лошади»
Маринай впервые опубликовал своё стихотворение «Лошади» («Kuajt») в официальной албанской газете «Drita». То, что на первый взгляд выглядело как простое стихотворение о сельскохозяйственных животных, на самом деле являлось сатирическим социальным и политическим комментарием об албанском народе, загоняемом в загон деспотическим коммунистическим режимом. «Лошади» появились в «Drita» 19 августа 1990 г., и отклик был немедленным и ошеломляющим. Дерзость публикации такого явно подрывного стихотворения в национальном издании поразила албанцев (а вскоре после этого и международное сообщество). В течение нескольких часов экземпляры «Drita» были распроданы по всей стране, так что люди начали писать стихотворение на клочках бумаги и передавать его друг другу в метро и на улицах. Спустя несколько месяцев протестующие скандировали это стихотворение в мегафоны во время антиправительственных демонстраций. С этой точки зрения, «слова Мариная вдохновили на свободу [и] помогли победить коммунизм в Албании». Тем не менее, «уже увидев других поэтов, повешенных в центре города за высказывание подобных представлений о свободе, Маринай понял, что должен немедленно покинуть страну; он упаковал несколько своих любимых книг, сказал своим друзьям и семье, что собирается в отпуск, и отправился в восьмичасовой поход по горам в Югославию».

## Образование в Америке
Дополняя своё албанское образование, Маринай получил степень младшего специалиста по науке в Брукхейвенском колледже в 2001 году. В 2006 году окончил Техасский университет в Далласе с отличием со степенью бакалавра литературоведения. Затем в 2008 году получил степень магистра по тому же предмету. Три года спустя он получил сертификат по изучению тематики Аккермановского центра исследований Холокоста.

### Доктор Философии
Техасский университет в Далласе присвоил Маринаю докторскую степень в 2012 году. Его диссертация, посвящённая истории и философии устной поэзии на Балканах и теории перевода, называется «Устная поэзия в албанской и других балканских культурах: Перевод лабиринтов Непереводимости».

## Теория протонизма
Согласно «The Dallas Morning News», «теория протонизма» Мариная стремится «способствовать миру и позитивному мышлению» посредством литературной критики. В 2011 году первая книга Мариная о теории протонизма, «Протонизм: теория на практике», получила албанскую Букеровскую премию в области литературы от Национальной медиа-группы Тираны, Албания.
Теория протонизма утверждает, что личные интересы и предубеждения каждого критика влияют на степень внимания, уделяемого критической оценке сильных и слабых сторон в данном литературном произведении . Маринай сформулировал теорию протонизма в 2005 году как ответ на поток неоправданно негативной критики в академических кругах Восточной Европы после краха коммунизма. В качестве альтернативной формы литературной критики протонизм стремится обеспечить общую основу, на которой критики могут более объективно оценивать литературные произведения.
Теория протонизма включает пять центральных принципов: протонизмиотика, реституция, исследование, истина и этика. Протизмиотика сочетает в себе протонизм и семиотику как средство определения того, представляет ли собой отрицательная оценка произведения нападки на автора или непрофессиональную критику.
Теория протонизма, которая составляет краеугольный камень плюралистического культурного видения Мариная, включена в учебные программы университетов Америки, Европы, Латинской Америки и Азии. В университете «Святых Кирилла и Мефодия» теория протонизма преподается в качестве факультативного предмета профессором Афримом А. Редзепи. Курс, построенный на основе трех тем — текст, контекст и восприятие — охватывает различные аспекты культуры, в том числе гегелевскую феноменологию духа, эстетику отношений и произведение искусства как культурного артефакта. В курсе рассматриваются и теории Джона Дьюи и Николаса Рорти, а также применение теории протонизма. Основная литература для курса включает «Теорию протонизма» Мариная, «Философию Джона Дьюи» Джона Макдермотта и «Полушарие: визуальная культура Америки, протонизм» Кристен М. Уокер.
Министерство образования КНР сделало теорию протонизма частью своих академических программ для выпускников. Лекция Мариная «Теория протонизма: основа для совершенствования социальной функции литературы», впервые прочитанная в октябре 2021 года в Университете Данкук в Республика Корея и первоначально опубликованная на корейском языке, с тех пор была опубликована и представлена на нескольких языках мира.

## Литературная этнография
Монографии Мариная «Спетые через плечо: героическая поэзия Иллирии» (Mundus Artium Press, 2011; совместно отредактирована, переведена и представлена вместе с Фредериком Тернером) и написанная по материалам диссертации «Устная поэзия в албанской и других балканских культурах: Перевод лабиринтов непереводимости» (UMI, 2012; Pro Quest, Мичиган, США, 2020) составлены на основе его личных этнографических исследований. Изучая устных поэтов и исполнителей в их лингвистическом, историческом, географическом, культурном, социальном и эстетическом контексте, обе работы анализируют проблемы перевода устной поэзии и реконструируют процесс перевода. Книги также служат антологиями албанской устной поэзии в английском переводе. Маринай получил признание за свой вклад в албанскую лингвистику, в частности за создание новых слов и неологизмов, некоторые из которых были включены в «Лексико-фразеологический и этнолингвистический словарь Малеси и Мадхе» (Fjalor leksiko – frazeologjik dhe etnoliguistik i Malësisë së Madhe).

## Культурная дипломатия
С 2017 года Маринай берет на себя роль Верховного комиссара в Департаменте культурных и научных обменов Международного совета дипломатии и правосудия, организации, зарегистрированной в Отделении НПО Департамента по экономическим и социальным вопросам (ДЭСВ) в Организации Объединенных Наций (ООН).
Маринай также имеет наивысшее государственное культурное звание своей родной Албании — «посла нации». Помимо содействия культурным связям между Албанией и Соединенными Штатами, он много путешествовал в поддержку литературы и мира, уделяя особое внимание странам бывшей Югославии и другим историческим регионам Восточного блока Европы (Сербия, Хорватия, Черногория, Косово, Румыния), а также странам, отделенным от США идеологическими разногласиями (Вьетнам, Китай) или характеризованными напряженностью в формировании своей национальной, этнической или плюралистической идентичности (Южная Корея, Индия, Мексика, Ирландия, Италия, Великобритания).
Маринай поддерживает многосторонее профессиональное сотрудничество с писателями и деятелями культуры из этих и других стран мира, таких как Азербайджан, Узбекистан, Лаос, Россия, Куба и Эфиопия. Его особый глобальный диапазон отражен в его публикациях, его переводах и в книгах других авторов, издаваемых Mundus Artium Press.
В Калькутте, Индия, на Мировой встрече мыслителей и писателей мира 2019 года, посвященной планетарному кризису и освобождению человечества, Маринай получил почетную награду от Международного общества межкультурных исследований и работ за поиск мира через литературу, а также за литературное культивирование универсальности и гармонии.

## Текущие занятия
Маринай является директором Mundus Artium Press, некоммерческого независимого издательства мировой литературы, основанного в 1967 году в Университете Огайо. В настоящее время издательство базируется в Академическом центре Эрика Йонссона при Техасском университете в Далласе, а также в Клейтоне, штат Оклахома. Маринай также является главным редактором Mundus Artium: A Journal of International Letters and the Arts. Он также является председателем отборочной комиссии ежегодной литературной премии Дженима, которая «признает создателя важного литературного произведения или единственного крупного литературного достижения, сыгравшего роль в современной истории», по словам спонсора премии Mundus Artium Press.
Он преподавал английский язык, коммуникации и мировую литературу, среди прочего, в Далласском колледже с 2001 года. В качестве профессора Маринай руководит докторскими диссертациями в нескольких университетах в разных странах мира и в настоящее время активно работает в Национальном университете Узбекистана.

## Опубликованные книги
Маринай опубликовал множество книг поэзии, журналистики и литературной критики во многих странах и на разных языках «The Ofi Press Magazine», сборники стихов включают «Mos më ik larg» (Не уходи от меня), «Infinit» (Бесконечный) и «Lutje në ditën e tetë të javës» (Молитва восьмого дня недели) «Prizonierul Absentei» (Узник отсутствия), «Dolazim da pozelenim» (Я прихожу, чтобы распустить), «Nhung hy Vong Trong suot» (Прозрачные надежды), « Nhung Cay Lieu Ri Mau» (Bleeding Willows), «Sevginin 24 Saati», «46 Sahifa » (Страница 46), «Schizzi D’immaginazione» (Зарисовки в воображении), «ການສາລະພາບຂອງທະເລ» (Признания моря), «Humanizing Venus» (Очеловечивание Венеры), «대서양 연안에서 네루다와 함께» (C Нерудой на берегу Атлантики) и «An Ell Above the Clouds» (Эль над облаками). Кроме того, он опубликовал книгу интервью под названием «Ana tjetër e pasqyrës» (Другая сторона зеркала)[18], сборник избранных статей и эссе под названием «Ca gjëra nuk mund të mbeten sekret» (Некоторые вещи не могут оставаться тайной), книгу литературной критики под названием «Protonizmi: nga teoria në praktikë» (Протонизм: теория на практике) и книгу сопоставленных эссе и стихов под названием «Protonizmi: nga teoria në praktikë» (Протонизм: взгляд поэта на войну во Вьетнаме).

## Переводы
Маринай, работавший в качестве приглашенного редактора «Translation Review», перевел несколько книг с английского на албанский и две книги с албанского на английский, в том числе сборник албанской устной эпической поэзии (совместно с Фредериком Тернером). Маринай отредактировал более дюжины книг на обоих языках. Он также перевел две книги с вьетнамского на албанский: «Гласные в росе», избранные стихи Май Ван Фан и «Уроки шахмат Хо Ши Мина: поэзия из тюремного дневника».

## Признание и критический прием
Маринай получил премию Пьетера Арбнори в области литературы от отделения КНК, входящего в состав Министерства туризма, культуры, молодежи и спорта Албании, в 2008 году. Среди других наград, которые он получил в посткоммунистической Албании и её диаспоре — премия «Золотое перо» Общества албанско-американских писателей (2003 г.); премия Албанского Букермана в области литературы (2011 г.), присужденная Национальной медиа-группой Тираны, Албания, за его «Протонизм: теория на практике»; и премия почетного гражданина Малеси и Мадхе (2021 г.).
Помимо наград, присвоенных ему в Албании, Маринай получил в США премию Sojourn Prize, которая теперь называется Reunion: «The Dallas Review» (первое место, 2006 г.); в Южной Корее Международную литературную премию Suwon KS (2020 г.) и Международную литературную премию Changwon KC (2021 г.); во Вьетнаме дважды Национальный знак отличия (2015, 2019) от Ассоциации писателей Вьетнама со специальной отметкой «За вьетнамскую литературу и искусство»; в Италии — Международную авторскую премию (2019); в Узбекистане — премию «Поэт мира» (2020 г.); и в Индии — премию «Поэт мира» Западной Бенгалии (2019 г.); почетную награду от Международного общества межкультурных исследований и работ (2019 г.); и премию «Приветствие мировому поэту» (2020 г.) от Подпольного литературного движения и литературного журнала «Платформа». Он получил несколько номинаций на Нобелевскую премию по литературю.
Маринай вляется предметом научных работ, в том числе «Shtigjeve letrare të Gjekë Marinaj» Сенады Демуши («Литературные пути Джека Мариная». Тирана: Botimet Nacional, 2016), «Gjekë Marinaj, me shume se poet» Аднана Мехмети («Gjekë Marinaj, More Than a Poet». New York, London: Adriatic Press, 2007) и «Скрытые в свете мысли: 22 расшифрованных стихотворения Джека Мариная» доктора Рамеша Мухопадхьяи (Oklahoma: Orpheus Texts, 2019).
Поэзия и литературные теории Мариная также рассматриваются в книгах Шефкета Дибрани «Libra dhe mbresa» («Книги и впечатления». Швейцария: Albanisches Institut, 2005), «traditë dhe bashkëkohësi» Микеля Годжани («Традиция и современность». Косово, 2007), «Aisthesis: studime nga estetika» доктора Африма А. Реджепи («Эстезис: Исследования по эстетике». Шкуп, 2013), «Vështrim mbi Poezinë e Diasporës» Мимозы Рекшвелай («Обзор поэзии диаспоры». Шкодер, 2013), «Biblioteka e hirushes» Антона Гойчая («Библиотека Золушки». USA: Art Club, 2011), «Không Gian Khâc» Май Ван Фан («Другое пространство». Ханой, Вьетнам: Издательство Ассоциации писателей, 2016 г.), «Esencat e mendimit letrar» Бесима Мухадри («Сущности литературной мысли». Нью-Йорк, Лондон: Adriatic Press, 2020 г.) и Poesia: L'ivincibile Presente Джованни Романо («Поэзия: Непобедимое настоящее». Бари, Италия: SECOP Edizioni, 2020).
Албанский писатель Исмаил Кадаре (Международная Букеровская премия, 2005 г.) назвал Мариная «одним из самых выдающихся албанских поэтов нашего времени" и "одним из лучших поэтов Европы».
По словам итальянской газеты DaBitonto, теория протонизма Мариная, «примененная к политике, к общественной жизни, к воспитанию молодых поколений, может создать необычайно красивую и важную революцию, потому что там, где есть жизнь, есть красота, где есть красота, есть поэзия, а где поэзия, там свобода, а свобода есть двигатель человеческой утвердительности».